# Seema Biswas
Seema Biswas (Guwahati, 14 gennaio 1965) è un'attrice indiana.

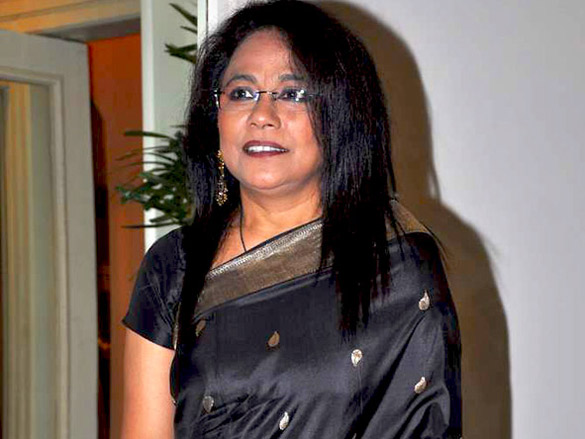
Seema Biswas

Ha assunto una certa fama con il ruolo di Phoolan Devi in Bandit Queen, che le ha valso il premio come miglior attrice debuttante ai Filmfare Awards nel 1996.
Ha recitato in svariati film di Bollywood, oltre ad aver interpretato la parte di Shakuntala in Water - Il coraggio di amare di Deepa Mehta, che le ha valso la vittoria al Genie Award nel 2006 come Miglior Attrice Protagonista.

## Filmografia parziale
- Bandit Queen, regia di Shekhar Kapur (1994)
- Khamoshi: The Musical, regia di Sanjay Leela Bhansali (1996)
- Company, regia di Ram Gopal Varma (2002)
- Pinjar, regia di Chandra Prakash Dwivedi (2003)
- Bhoot, regia di Ram Gopal Varma (2003)
- Ek Hasina Thi, regia di Sriram Raghavan (2004)
- Water - Il coraggio di amare (Water), regia di Deepa Mehta (2005)
- Il mio cuore dice sì (Vivah), regia di Sooraj R. Barjatya (2006)
- Amal, regia di Richie Mehta (2008)
- L'incredibile viaggio del fachiro (The Extraordinary Journey of the Fakir), regia di Ken Scott (2018)